# Consiglio di fedeltà

L'emblema dell'Arabia Saudita.

Il Consiglio di fedeltà (in arabo: هيئة البيعة Hay'at al-bay'ah), nota anche come Commissione di fedeltà o Istituzione di fedeltà, è l'organismo responsabile della determinazione della futura successione al trono dell'Arabia Saudita. È stato istituito nel 2006 dal re Abd Allah. Al momento della sua formazione, la funzione prevista dal consiglio era quella di nominare un principe ereditario, ogni volta che un nuovo re fosse succeduto al trono.

## Storia
In precedenza, il capo 2 della legge fondamentale, promulgata da Fahd, stabiliva che la nomina del prossimo in linea era prerogativa esclusiva del re:
(Capo 2, Articolo 5(c) della Legge Fondamentale dell'Arabia Saudita.)
La nomina di un successore da parte del re era solitamente fatta con una qualche forma di consenso informale da parte dei membri della famiglia reale. Tuttavia, dopo che il principe Abd Allah è succeduto a Fahd, le battaglie sul futuro della monarchia si sono intensificate, in particolare tra il sovrano e i Sudairi, tra cui defunti principi Sultan e Nayef. A causa della crescente incertezza della successione al di là del principe Sultan, il sovrano ha creato l'istituto di diritto della fedeltà nel 2006, che ha formalmente istituito il Consiglio di fedeltà. Il consiglio ha dato maggiore influenza alla famiglia reale sulla scelta dell'erede al trono.
Un diplomatico dell'ambasciata americana a Riyad, ha descritto il consiglio come una "codificazione delle regole non scritte che hanno governato la selezione dei governanti sauditi dalla morte del re Abd al-Aziz nel 1953".
Il ruolo del consiglio sarebbe dovuto entrare in vigore una volta che il defunto principe Sultan fosse salito al trono. Tuttavia, nel 2009, quando era gravemente malato di cancro, il defunto principe Nayef è stato nominato secondo vice-primo ministro (un incarico che lo metteva di fatto nella seconda posizione nella linea di successione al trono), presumibilmente per mantenere la carica di principe ereditario all'interno della fazione Sudairi. Questo ha portato alla incertezza sul ruolo del consiglio. La nomina del defunto principe Nayef è stata apertamente criticata dal principe Talal.
Il consiglio presumibilmente ha adempiuto ai suoi doveri per la prima volta quando il principe Sultan è morto nel mese di ottobre del 2011. Una settimana dopo, il re Abd Allah ha annunciato che il consiglio aveva scelto Nayef come nuovo principe ereditario, in seguito il consiglio ha giurato fedeltà a Nayef; che egli effettivamente sia stato scelto dal Consiglio è poco chiaro.
Disfunzionalità simili di questo organo sono state osservate anche per quanto riguarda la nomina di Salman bin 'Abd al-'Aziz alla carica di principe ereditario nel mese di giugno 2012. Il principe Talal ha dichiarato che i principi del consiglio non sono stati consultati sulla successione del principe Salman e che il consiglio è diventato inefficace.

## Ruolo
Ai sensi della legge del Consiglio di fedeltà, il re nomina un massimo di tre candidati alla carica di principe ereditario, l'organo seleziona poi uno di loro come principe ereditario. Se il consiglio respinge tutti i candidati del re, può nominare un proprio candidato, il principe ereditario sarà poi deciso da un voto del consiglio.
Il consiglio ha anche la possibilità di dichiarare il re incapace: nel caso in cui il monarca perda definitivamente la sua capacità di esercitare i suoi poteri, esso proclamerà sovrano il principe ereditario; se sia il re che il principe ereditario diventano inabili permanentemente, esso formerà un consiglio di governo transitorio di cinque membri con l'incarico di assumere temporaneamente l'amministrazione del regno. L'organo ha inoltre il potere di selezionare un nuovo re entro sette giorni Nonostante tutte queste descrizioni legali dettagliate, il consiglio forse non è mai stato attivato.

## Membri
I membri del consiglio sono i figli sopravvissuti di re ʿAbd al-ʿAzīz, i nipoti i cui padri sono morti, incapaci o non disposti ad assumere il trono ed un figlio del re ed uno del principe ereditario in carica. Attualmente è composto da 30 membri: 9 figli superstiti di ʿAbd al-ʿAzīz e suoi 19 nipoti, ognuno dei quali rappresenta i suoi figli deceduti o inabili.
Tuttavia, la linea di Ḥamūd bin ʿAbd al-ʿAzīz non è rappresentata in seno al consiglio, in quanto è morto senza figli. Uno dei figli del re ʿAbd al-ʿAzīz, il principe Fawwāz, era un membro in seno al consiglio, ma morì nel 2008 senza figli. Un nipote di Turkī I bin ʿAbd al-ʿAzīz Āl Saʿūd, Turkī b. Fayṣal, è morto il 28 febbraio 2009 ed è stato sostituito da suo fratello, ʿAbd Allāh b. Fayṣal b. Turkī. Anche Bandar bin Musāʿid ha sostituito suo fratello, ʿAbd Allāh b. Musāʿid.
Il principe Ṭalāl si è dimesso dal consiglio tre settimane dopo la nomina di Nāyef a principe ereditario nel novembre 2011, pertanto uno dei suoi figli può prendere posizione in seno al consiglio, in futuro.
Nel mese di dicembre 2011, Saʿūd b. Nāyef è stato nominato membro in quanto suo padre, il principe ereditario, non poteva più avere un seggio in seno al consiglio a causa della sua nomina.
Il consiglio fino al 2017 era presieduto dal principe Mishʿal, che non era inserito nella linea di successione. I membri devono prestare giuramento di fedeltà al re.
Figli di ʿAbd al-ʿAzīz
- Principe 'Abd al-Ilah, consigliere di re Salman
- Principe Mamdouh, ex governatore della provincia di Tabuk ed ex direttore del centro di studi strategici saudita
- Principe Mashhur
- Principe Muqrin, ex principe ereditario ed ex primo vice-primo ministro dell'Arabia Saudita

Nipoti di ʿAbd al-ʿAzīz
- Principe Bandar bin Saud (figlio di re Sa'ud)
- Principe Khalid bin Faysal (figlio di re Faysal)
- Principe Badr bin Muhammad (figlio del principe Muhammad)
- Principe Muhammad bin Nasser (figlio del principe Nasser)
- Principe Faysal bin Khalid (figlio di re Khalid)
- Principe Muhammad bin Saad (figlio del principe Sa'd)
- Principe Muhammad bin Fahd (figlio di re Fahd)
- Principe Talal bin Mansour (figlio del principe Mansur)
- Principe Faysal bin Bandar (figlio del principe Bandar)
- Principe Bandar bin Musa'id (figlio del principe Musa'id)
- Principe Khalid bin Abd Allah (figlio di re Abd Allah)
- Principe Khalid bin Sultan (figlio del principe Sultan)
- Principe Sa'ud bin Abd al-Muhsin (figlio del principe Abd al-Muhsin)
- Principe Abd al-Aziz bin Mish'al (figlio del principe Mish'al)
- Principe Mansour bin Mut'ib (figlio del principe Mut'ib)
- Principe Turki bin 'Abd al-Rahman (figlio del principe 'Abd al-Rahman)
- Principe Khalid bin Talal (figlio del principe Talal)
- Principe Abd al-Aziz bin Nawwaf (figlio del principe Nawwaf)
- Principe Muhammad bin Mishari (figlio del principe Mishari)
- Principe Sa'ud bin Nayef (figlio del principe Nayef)
- Principe Fahad bin Turki II (figlio del principe Turki II)
- Principe Fahd bin Badr (figlio del principe Badr)
- Principe Mohammad bin Salman (figlio di re Salman)[19]
- Principe Faysal bin Thamir (figlio del principe Thamir)
- Principe Mish'al bin Majid (figlio del principe Majid)
- Principe Abd al-Aziz bin Sattam (figlio del principe Sattam)
- Principe Faysal bin Abd al-Majid (figlio del principe Abd al-Majid)
- Principe Abd al-Aziz bin Hathloul (figlio del principe Hathloul)
- Principe Nayef bin Ahmad (figlio del principe Ahmad)[20]

Pronipoti di re ʿAbd al-ʿAzīz
- Principe Abd al-Aziz bin Faysal bin Turki I (figlio del principe Faysal bin Turki I e nipote del principe Turki I)

Gli unici a non essere rappresentati sono i defunti principi Fawwāz e Ḥamūd, il primo aveva un unico figlio adottivo mentre il secondo aveva una figlia naturale.
A giugno del 2017, 31 su 34 membri hanno approvato la scelta di Mohammad bin Salman come principe ereditario.

## Le motivazioni alla base della sua formazione
La fondazione del Consiglio è stata vista come un modo per diminuire l'influenza dei fratelli Sudairi, che potrebbero essere facilmente messi in minoranza in seno all'organo. Nonostante questo, i Sudairi si dice abbiano influenza su più della metà dei membri del consiglio.